# Psaliodes sordida
Psaliodes sordida là một loài bướm đêm trong họ Geometridae.